# 1785 Wurm
Az 1785 Wurm (ideiglenes jelöléssel 1941 CD) a Naprendszer kisbolygóövében található aszteroida. Karl Wilhelm Reinmuth fedezte fel 1941. február 15-én, Heidelbergben.